# Henry Murray
Henry Murray, född 14 januari 1886, död 12 april 1943, var en nyzeeländsk friidrottare. Han deltog vid olympiska sommarspelen 1908.